# Centro Cultural Virla

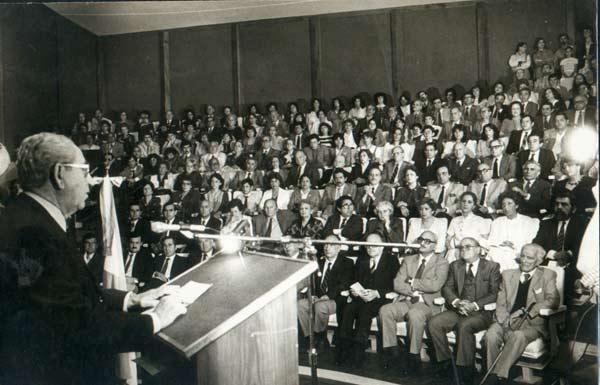
Eugenio Flavio Virla inaugura el nuevo Centro Cultural de la U.N.T

El Centro Cultural Eugenio Flavio Virla es un centro cultural de San Miguel de Tucumán, Tucumán, Argentina. Esta se ubica en la calle 25 de mayo 265, siendo propiedad de la Universidad Nacional de Tucumán.

## Historia
Originalmente el edificio del espacio cultural fue inaugurado en 1930 para ser sede del Diario El Orden, como obra de Juan Waldorp (H). Este fue creado en 1883 por Ernesto Colombres y dejó de publicarse en 1948. Entre 1947 y 1950 se editó en el sitio el diario Trópico de la Universidad Nacional de Tucumán, nuevo dueño del edificio.
En 1984 el lugar fue remodelado para albergar al Centro Cultural Virla, inaugurado el 26 de octubre de 1984 por el rector Eugenio Flavio Virla. El arquitecto de la remodelación fue Jorge de Lassaletta. El edificio del centro cultural tiene tres pisos, funcionando además del centro cultural la radio Universidad y el museo arqueológico de la casa académica. Su ingreso es a través de una recova que se comunica con un salón de vitrinas para exposiciones y las oficinas. El salón del auditorio tiene una capacidad de 305 personas sentadas con un anfiteatro de planta circular. Asimismo hay un bar y salones de exposiciones en los demás niveles.